# Barbaira
Barbaira è un comune francese di 789 abitanti situato nel dipartimento dell'Aude nella regione dell'Occitania.

## Storia

### Simboli
Lo stemma è presente nell'Armorial Général de France del 1696.

## Società

### Evoluzione demografica
Abitanti censiti